# Гюветси
Гюветси (греч. Γιουβέτσι, γκιουβέτσι; от турецкого güveç) – греческое блюдо, мясо в горшочке, запечённое с макаронными изделиями.
Готовится из курицы, баранины или говядины и пасты, крифараки (орзо) или хилопитес (небольшая квадратная лапша) и томатного соуса (обычно приправленного душистым перцем, а иногда корицей , гвоздикой или лавровым листом ) . Другие распространенные ингредиенты: лук-шалот, чеснок, говяжий бульон и красное вино. 
Первоначально куски мяса тушат на медленном огне, обычно с томатным соусом. Затем мясо с соусом и пастой запекают в глиняном горшочке, тур. güveç, или в другой подходящей посуде (казанок, противень), и подают с тёртым сыром.

## См.также
- Гювеч